# Acanthogorgia augusta
Acanthogorgia augusta is een zachte koraalsoort uit de familie Acanthogorgiidae. De koraalsoort komt uit het geslacht Acanthogorgia. Acanthogorgia augusta werd in 1999 voor het eerst wetenschappelijk beschreven door Grasshoff. 